# Mark Osborne
Mark Randolph Osborne (Trenton, 17 settembre 1970) è un regista, sceneggiatore e animatore statunitense.

## Biografia
Ha ricevuto due volte la nomination ai Premi Oscar: nel 1999 nella categoria miglior cortometraggio d'animazione per More (condiviso con Steve Kalafer) e nel 2009 nella categoria miglior film d'animazione per Kung Fu Panda (in condivisione con John Stevenson). Nel 2009 ha vinto un Annie Award. 

## Filmografia

### Regia
- Dropping Out (2000)
- SpongeBob - Il film (The SpongeBob SquarePants Movie) (2004)
- Kung Fu Panda con John Stevenson (2008)
- Il piccolo principe (The Little Prince) (2015)